# Rhinogobius giurinus
Rhinogobius giurinus es una especie de pez de la familia de los Gobiidae en el orden de los Perciformes.

## Morfología
Los machos pueden llegar a alcanzar los 8 cm de longitud total.

## Depredadores
En Japón es depredado por la perca americana ( Micropterus salmoides ).

## Hábitat
Es un pez de clima subtropical y bentónico.

## Distribución geográfica
Se encuentran en Asia: la China, Corea, Taiwán, el Japón y  Vietnam.

## Observaciones
Es inofensivo para los humanos.